# Dolça II de Provença
Dolça II de Provença (? - 1172) fou comtessa de Provença (1166-1167).

## Orígens familiars
Filla del comte Ramon Berenguer III de Provença i Riclitza de Polònia. Fou neta per línia paterna de Berenguer Ramon I de Provença i Beatriu de Melghuel, i per línia materna del rei Ladislau II de Polònia i Agnès de Bagenberg.

## Ascens al tron comtal
Al morir el seu pare en l'intent de conquerir la ciutat de Niça, heretà el comtat de Provença. Es trobà però amb l'oposició del cosí del seu pare, el comte de Barcelona Alfons I el Cast que el reclamà per a ell en veure que Ramon Berenguer III de Provença no deixava hereus per línia masculina.
L'any 1167 Alfons I aconseguí apoderar-se del comtat.